# جود هيرش
جود هيرش (بالإنجليزية: Judd Hirsch)‏ مواليد 15 مارس 1935 في ذا برونكس، نيويورك، الولايات المتحدة، هو ممثل أمريكي بدأ مسيرته الفنية سنة 1959. هو من الفائزين بجائزة إيمي وجائزة غولدن غلوب.

## الأعمال

### أفلام
- أناس عاديون (1980)
- يوم الاستقلال (1996)
- رجل على القمر (1999)
- عقل جميل (2001)
- سرقة برج (2011)
- يجب أن يكون هذا المكان (2011)
- الدمى المتحركة (2011)
- يوم الاستقلال: عودة (2016)

### مسلسلات
- القانون والنظام: الوحدة الخاصة للضحايا
- القانون والنظام: النية الإجرامية
- فاميلي غاي
- أميريكان داد!
- نمبرز
- ذا غود وايف
- شاركنيدو 2: ذا سيكوند وان
- إلى الأبد
- نظرية الانفجار العظيم
- ألف مهرج

## الجوائز
- جائزة توني
- جائزة دراما ديسك

## روابط خارجية
- جود هيرش على موقع IMDb (الإنجليزية)
- جود هيرش على موقع ألو سيني (الفرنسية)
- جود هيرش على موقع ميوزك برينز (الإنجليزية)
- جود هيرش على موقع أول موفي (الإنجليزية)
- جود هيرش على موقع قاعدة بيانات برودواي على الإنترنت (الإنجليزية)
- جود هيرش على موقع قاعدة بيانات الأفلام السويدية (السويدية)
- جود هيرش على موقع إن إن دي بي (الإنجليزية)
- جود هيرش على موقع ديسكوغز (الإنجليزية)
- جود هيرش على موقع قاعدة بيانات الفيلم (الإنجليزية)
- جود هيرش على موقع كينوبويسك (الروسية)